# La Uruca
Uruca es el distrito número 7 del cantón de San José en la provincia homónima.
Uruca es un territorio de contrastes: con alta concentración del sector industrial, mas también una de las principales zonas residenciales de la ciudad de San José y su conurbano. Sus residentes se dividen entre los diversos estratos sociales, desde los más altos hasta los más bajos del país. Es un importante lugar de paso con alto tránsito vehicular durante gran parte del día, pues es el punto de ingreso a San José para los que vienen de Alajuela y Heredia.
En Uruca se ubican el Hospital México, el Hospital del Trauma del Instituto Nacional de Seguros y el Parque Diversiones, además de importantes hoteles internacionales.

## Historia
El origen de La Uruca fue básicamente cafetalero, ya que originalmente se conocía como la finca cafetalera de la familia Esquivel. Esta propiedad fue fundada por Narciso Esquivel y Salazar, firmante del Acta de Independencia y uno de los primeros grandes cafetaleros del país. Los últimos remanentes de esos grandes cafetales aún se concentran en la parte central del distrito.
Con el tiempo, La Uruca evolucionó hacia un perfil industrial, convirtiéndose en su principal actividad económica. Actualmente, se caracteriza por una fuerte concentración de zonas industriales, donde es común encontrar ventas de automóviles, maquinaria industrial, maquinaria agrícola, entre otros. De hecho, el distrito alberga cerca del 70 % de las industrias automotoras del país.
Entre sus asentamientos más destacados se encuentran Esquivel Yglesias, La Peregrina, Los Árboles, La Cristal, Las Magnolias, Barrio Carranza, El Robledal, Los Gobernantes, Barrio Corazón de Jesús, Sector Hospital, Bajo Los Ledezma, Ciudadela La Carpio y otros. La mayoría de estos barrios son resultado de diseños de desarrollo urbano de alta densidad impulsados en las décadas de 1960 y 1970, con excepción de La Carpio y Bajo Los Ledezma, que corresponden a ocupaciones más recientes. Estos sectores presentan amplias áreas jardinizadas y recorridos peatonales, aunque cuentan con relativamente pocas facilidades para vehículos automotores.
Entre los principales sitios históricos se destacan algunas viviendas antiguas próximas a la Plaza de Deportes La Uruca, así como la iglesia de la Natividad de la Santísima Virgen María, construida en un terreno donado por Guillermo Esquivel Sáenz y consagrada en 1978 por el padre Gómez. Esta iglesia alberga 12 vitrales elaborados por la prestigiosa Compañía Alemana Dr. H. Oidtmann, fundada en Linnich en 1857 por el doctor Heinrich Oidtmann. Otro punto de interés es el antiguo edificio de la lechería, ubicado en el Residencial El Robledal, cuya visibilidad actual ha sido limitada por muros construidos a su alrededor, sin poder confirmar si ha sido demolido o simplemente delimitado.
En junio de 2023 se inauguró un nuevo tramo de la carretera de Circunvalación, en el norte de San José. Este trayecto, que conecta la Ruta 32 con La Uruca, constituye una de las vías de comunicación más importantes de la Gran Área Metropolitana. Durante su construcción, se demolió lo que quedaba del antiguo beneficio de café, el cual estaba ubicado en el sitio donde hoy se encuentra El Lagar (anteriormente Abonos Agro).

## Ubicación
Uruca se ubica al noroeste de la ciudad de San José, limitando con la provincia de Heredia al Norte, con el cantón de Tibás al Este, con El Distrito de Pavas al oeste y con los distritos de Mata Redonda y Merced al Sur.
El distrito vive una importante explosión demográfica atípica de Costa Rica, impulsada por inmigrantes tanto de otras regiones del país como de países vecinos.

## Geografía
Uruca cuenta con un área de 8,39 km² y una altitud media de 1112 m s. n. m.

## Demografía
Para el año 2022, Uruca cuenta con una población estimada de 46 829 habitantes, y para el último censo efectuado, en 2011, Uruca contaba con una población de 31 728 habitantes.
Uruca es uno de los distritos con mayor población nacida en el extranjero, dada la gran cantidad de inmigrantes nicaragüenses que viven dentro de los límites del distrito. Según el censo de 2011, un tercio de la población distrital es nacida en el extranjero.
| País de nacimiento       | Total 2000 | % Extranj. | Total 2011 | % Extranj. |
| ------------------------ | ---------- | ---------- | ---------- | ---------- |
| Nicaragua                | 7.822      | 88,6       | 9.609      | 90,9       |
| Colombia                 | 204        | 2,3        | 206        | 1,9        |
| El Salvador              | 109        | 1,2        | 101        | 1,0        |
| Estados Unidos           | 87         | 1,0        | 81         | 0,8        |
| Venezuela                | 20         | 0,0        | 57         | 0,1        |
| Nacidos en el Extranjero | 8.831      | 100,0      | 10.572     | 100,0      |

## Deportes
Este distrito josefino tuvo una sobresaliente participación en el fútbol de la tercera división de Costa Rica, entre los años 1952, 1955 y 1978; sin embargo no pudo ingresar a la segunda división. Se varían los deportes, incluyendo el skateboarding
En la actualidad el (B.C.J) de la misma localidad está jugando en LINAFA.

## Transporte

### Carreteras
Al distrito lo atraviesan las siguientes rutas nacionales de carretera:
- Ruta nacional 1
- Ruta nacional 3
- Ruta nacional 39
- Ruta nacional 100
- Ruta nacional 101
- Ruta nacional 108

## Barrios

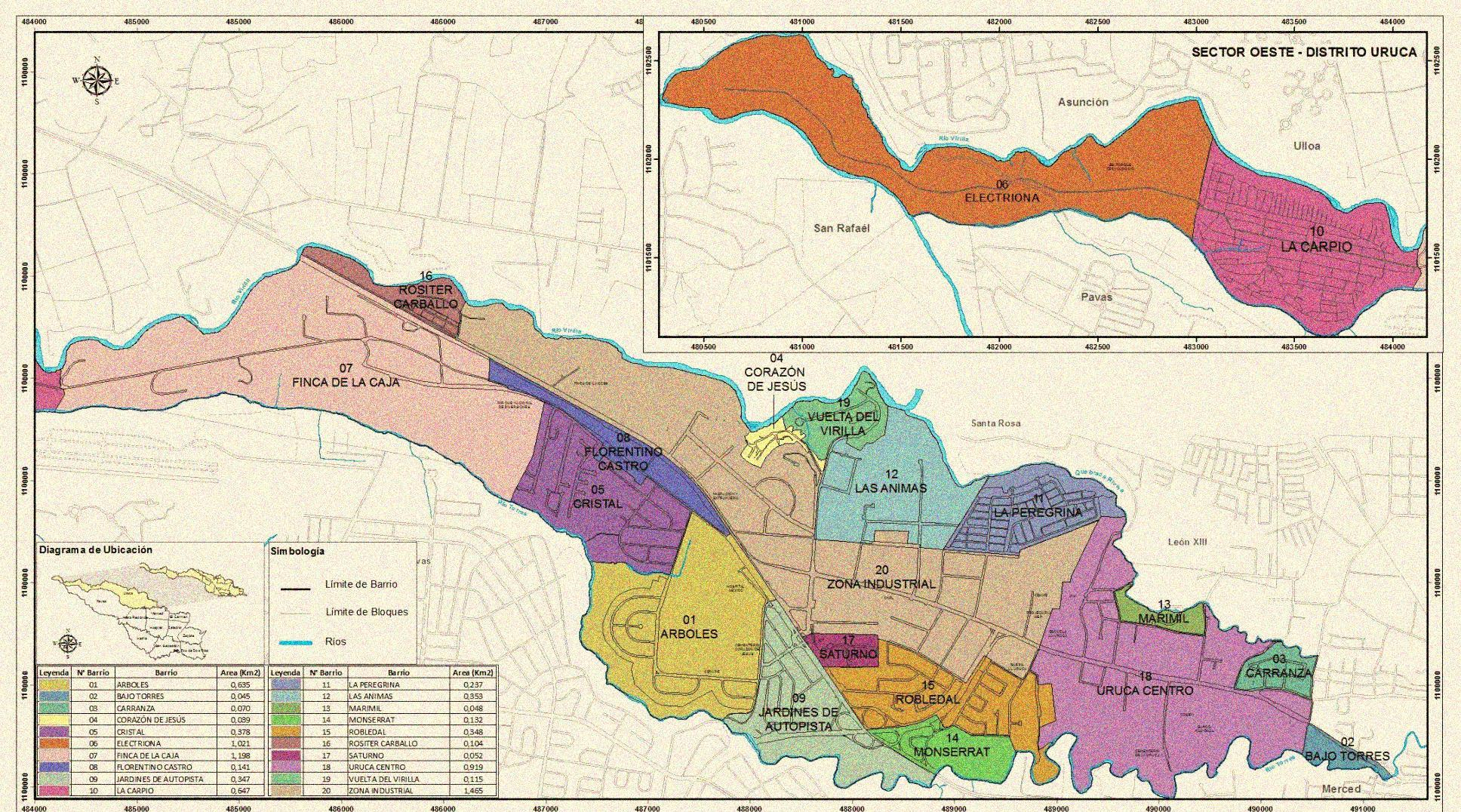
Mapa de Uruca

Uruca tiene 23 barrios: Los Árboles, Bajos de Torres, La Carpio, Carranza, Corazón de Jesús, Cristal, Electriona, Finca de la Caja, Florentino Castro, Jardines de Autopista, Las Ánimas, Magnolias, Marimil, Monserrat, Peregrina, Robledal, Rositer Carballo, la brisas del virilla, noche buena, Santander, Saturno, Uruca Centro, Vuelta del Virilla, Carvajal Castro, El Solar y la Zona Industrial.